# گمینا وانپیلسک
گمینا وانپیلسک (به لهستانی:  Gmina Wąpielsk) یک گمینا در لهستان است که در شهرستان رپین واقع شده‌است. گمینا وانپیلسک ۹۳٫۷۸ کیلومتر مربع مساحت و ۴٬۱۶۴ نفر جمعیت دارد.